# Белокљуни делфин
Белокљуни делфин (лат. Lagenorhynchus albirostris, енгл. White-beaked dolphin, рус. Беломордый дельфин) је врста сисара из породице океанских делфина (Delphinidae) и парвореда китова зубана (Odontoceti). 

## Таксономија
Врсту је први описао британски таксономиста Џон Едвард Греј 1846. године. Због релативно великог броја у европским водама, била је међу првима из рода Lagenorhynchus (lagenos, латински "боца" или "пљоска"; rhynchos, "кљун" "или" њушка ") која је постала позната науци. Њен специфичан назив albirostris, значи "бели кљун", референца на боју кљуна врсте, дијагностичка (иако променљива) особина корисна у идентификацији.

## Опис
Белокљуни делфин је робусна врста делфина са кратким кљуном. Одрасли могу достићи од 2,3 до 3,1 м  и тежити од 180 до 354 кг. Младунче је дугачко 1,1 до 1,2 м при рођењу и тешко око 40 кг. Горњи део тела и бокови су тамносиве боје са светлосивим мрљама, укључујући „седло“ иза леђног пераја, док је доња страна светлосиве до готово беле боје. Пераја, репно и високо, кукасто леђно пераје све су тамније сиве од тела. Као што име говори, кљун/њушка је обично беле боје, али код неких старијих појединаца може бити тамне, пепељасто сиве боје.
Белокљуни делфин имају 25 до 28 зуба у свакој вилици, мада три зуба која су најближа предњем делу уста често нису видљива и не успевају да изађу из десни. Имају до 92 пршљена, више него било која друга врста океанског делфина. Иако се млади рађају са два до четири брка са сваке стране горње усне, оне нестају како расту, а као и код осталих китова зубана, одрасли су потпуно без длаке. Забиљежено је да је рамена кост десног пераја дужа и робуснији од оног на левој страни, што указује на латерализовано понашање.

## Распрострањеност и станиште
Ареал белокљуног делфина обухвата морско подручје већег броја држава. Врста је ендемска на подручју северног Атлантика, најчешће у морима дубоким мање од 1.000 м. Налазе се у појасу који се протеже преко океана од Кејп Кода, ушћа реке Сен Лорен и јужног Гренланда на западу, око Исланда у центру, и од северне Француске до Свалбарда. Врста је присутна у Белгији, Гренланду, Данској, Ирској, Исланду, Канади, Немачкој, Норвешкој, Русији, Сједињеним Америчким Државама, Уједињеном Краљевству, Француској, Холандији и Шведској, повремено као миграторна врста у Пољској. Међутим, нису добро прилагођени истински арктичким условима.  Због чињенице да нису у потпуности прилагођени арктичким условима, они су рањивији на грабљивице, од којих су најистакнутији бели медведи. У овој широј регији белокљуни делфини најчешће се налазе на четири локалитета: на спруду Лабрадор близу југозападног Гренланда, око Исланда, крај северне и источне обале Британских острва, и уз обале Норвешке. Не постоје препознате подврсте.
Делфин се може погрешно идентификовати као атлантски белобоки делфин, мада је белокљуни обично на северу. Белокљуни делфин је такође обично већи и нема жуте пруге са стране.

## Угроженост
Ова врста је широко распрострањена и наведена је као најмање угрожена врста.

## Биологија и понашање
Популација, образац размножаавања и животни век делфина су непознати, мада већина извора процењује неколико стотина хиљада јединки, гушће насељених у источном делу северног Атлантика него на западном.
Белокљуни делфин хране се претежно рибама иѕ породице Гадида, посебно бакаларима, вахњама и уготицама.
То су друштвене животиње, које се најчешће налазе у групама до десет, али понекад и у много већим од преко стотину јединки. Њихови сонарни кликови имају фреквенцију од 115kHz, док су им друштвени звиждуци на око 35kHz, и друге једнике њихове врсте могу их чути на удаљеностима до 10 км.
Белокљуни делфин су акробате. Често јашу на таласима изазваним брзим бродовима и скачу по површини мора. Иако су обично пуно спорији, могу пливати брзином до 30km/ и могу заронити на дубину од најмање 45 m. Воле да се хране у друштву  и често су примећени да се хране са китовима убицама, перајарима и грбавима китовима, као и другим врстама делфина.
Парење се вероватно одвија у лето , а младунци се рађају следеће године, између јуна и септембра.  Женке достижу своју одраслу величину са око пет година старости, а сексуално су зреле у доби од шест до десет година, док мужјаци достижу величину одрасле особе са око десет година, а сексуалну зрелост достижу око две године касније него женке.

## Очување
Популације белокљуног делфина Северног и Балтичког мора су наведене у Додатку II Конвенције о очувању миграторних врста дивљих животиња, јер имају неповољан статус очувања или би имале велику корист од међународних операција организована према прилагођеним споразумима.
Поред тога, белокљуни делфини је обухваћен Споразумом о очувању малих китова Балтичког, североисточног Атлантика, ирског и северног мора.